# Marti Malloy
 (avril 2025).
Marti Malloy, née le 23 juin 1986 à Oak Harbor, est une judokate américaine évoluant dans la catégorie des moins de 57 kg.
Elle remporte une médaille de bronze olympique en 2012.

## Palmarès
| Année | Compétition                 | Lieu           | Résultat | Catégorie      |
| ----- | --------------------------- | -------------- | -------- | -------------- |
| 2010  | Championnats panaméricains  | San Salvador   | 2e       | Moins de 57 kg |
| 2011  | Championnats panaméricains  | Guadalajara    | 2e       | Moins de 57 kg |
| 2012  | Jeux olympiques             | Londres        | 3e       | Moins de 57 kg |
| 2013  | Championnats panaméricains  | San José       | 2e       | Moins de 57 kg |
| 2013  | Championnats du monde       | Rio de Janeiro | 2e       | Moins de 57 kg |
| 2014  | Championnats panaméricains  | Guayaquil      | 1e       | Moins de 57 kg |
| 2015  | Championnnats panaméricains | Edmonton       | 1e       | Moins de 57 kg |
| 2015  | Jeux panaméricains          | Toronto        | 1e       | Moins de 57 kg |
| 2016  | Championnats panaméricains  | La Havane      | 1e       | Moins de 57 kg |
| 2017  | Championnats panaméricains  | Panama         | 3e       | Moins de 57 kg |